# برج العالم
برج العالم (به عربی: برج العالم) (به انگلیسی: Burj Al Alam)، آسمان‌خراشی ۵۱۰ متری می‌باشد که شهر دبی و در کشور امارات متحده عربی قرار دارد. این برج دارای ۱۰۸ طبقه می‌باشد. تاریخ شروع ساخت این برج ۱۲ نوامبر ۲۰۰۶ می‌باشد. این برج دارای ۳۰ آسانسور است.
ساختمان‌سازی برج، درست پس از کار بر روی بنیاد در سال ۲۰۰۹ متوقف شد. پیمانکار اصلی ساختمان‌سازی هنوز انتخاب نشده بود، در حالی که در گزارش در نظر گرفته شده که ساختار برج باید در سال ۲۰۱۲ تکمیل شود.